# Varnabi

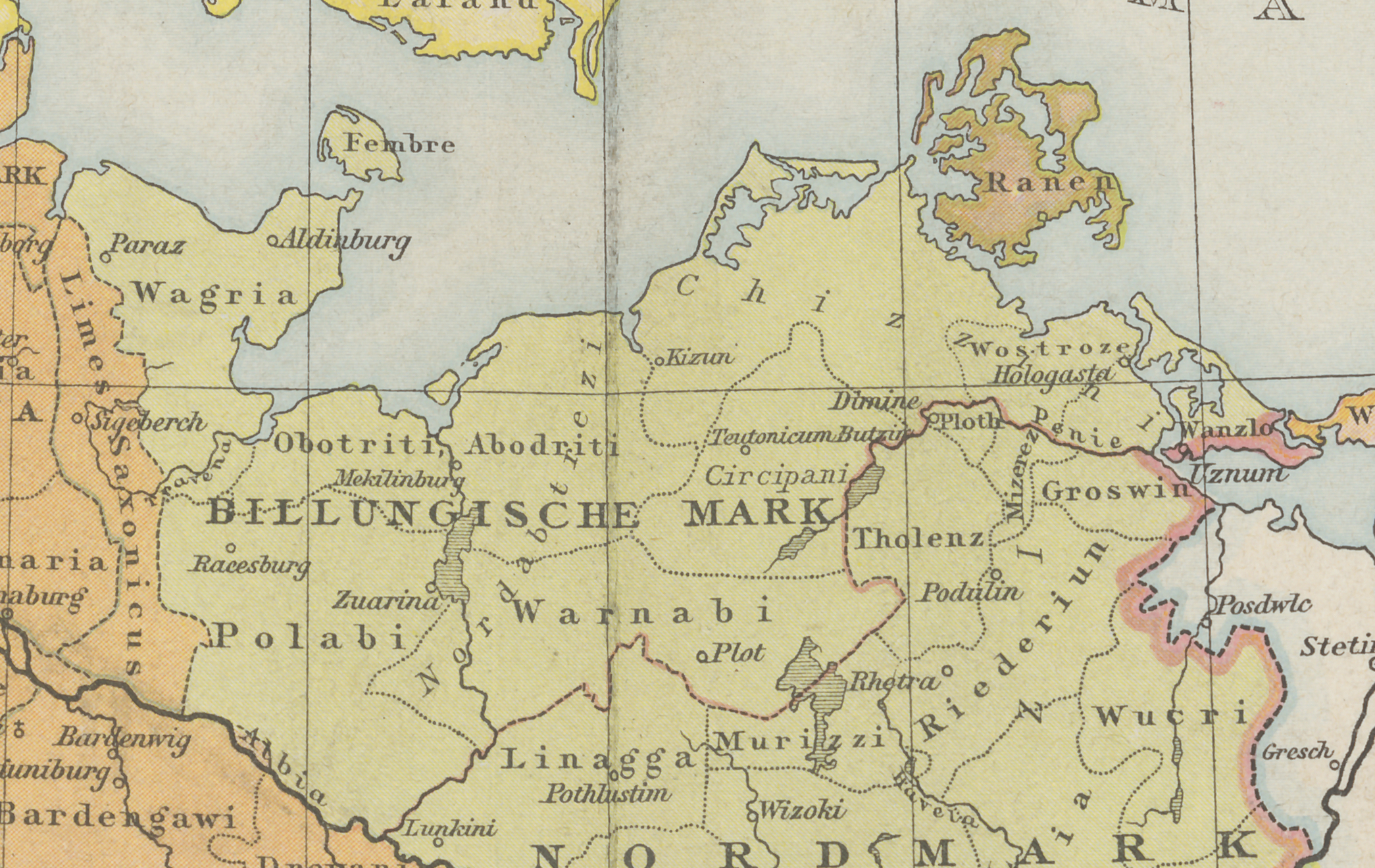
Area di stanziamento dei Varnabi intorno all'anno 1000

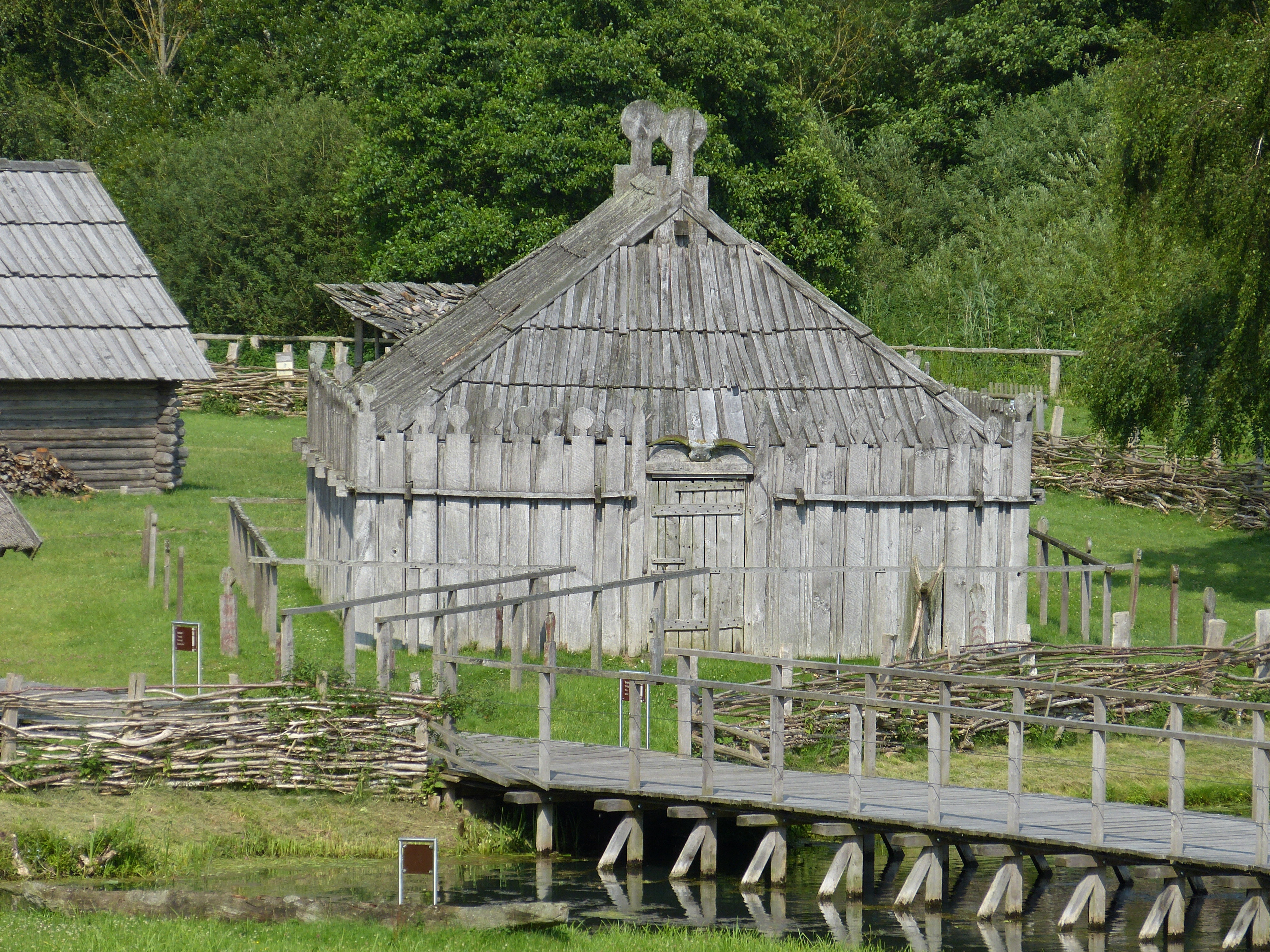
Ricostruzione del tempio Varnabi a Groß Raden (Sternberg)

I Varnabi o Warnabi, erano una tribù appartenente al gruppo degli slavi occidentali Obodriti che nel VII secolo si insediò lungo il corso superiore dei fiumi Warnow e Mildenitz nel Meclemburgo sud-occidentale nell'attuale Germania nord-orientale.
I Varnabi sono citati da varie fonti storiche, anche se con nomi leggermente diversi: Adamo di Brema, nella sua Gesta Hammaburgensis ecclesiae pontificum li chiama Warnabi o Warnahi o Warnalii; Helmold di Bosau nella Chronica Slavorum li chiama Warnavi.  Altre citazioni fanno riferimenti a loro come Wrani, Wranovi e Wranefzi.
L'area di insediamento dei Varnabi si trovava ad oriente dell'Elba, nella zona compresa fra i fiumi Warnow e il suo affluente Mildenitz. Diversi documenti storici, datati fra il 1185 e 1222, citano il territorio occupati da Varnabi come Warnowe, Warnonwe o Wornawe.
I loro principali insediamenti erano nei pressi delle attuali città di Sternberg e Malchow. Ricerche archeologiche condotte nella seconda metà del XX secolo nell'area dei laghi di Sternberg, hanno portato alla luce vari resti di un insediamento slavo, situato su una penisola del lago di Gross Raden, risalente al IX - X secolo d.C. Fra questi i resti di un antico edificio attribuito ai Varnabi che potrebbe essere un santuario o un fanum.
Dal punto di vista storico i Varnabi non ebbero alcuna rilevanza, se non come componenti della federazione Obodrita. È possibile che nel tempo, in funzione della loro posizione geografica, i Varnabi abbiano assorbito altre piccole popolazioni slave, come ad esempio gli Smeldingi.